# Syacium ovale
Syacium ovale är en fiskart som först beskrevs av Günther, 1864.  Syacium ovale ingår i släktet Syacium och familjen Paralichthyidae. IUCN kategoriserar arten globalt som livskraftig. Inga underarter finns listade i Catalogue of Life.